# Hornby Castle (North Yorkshire)

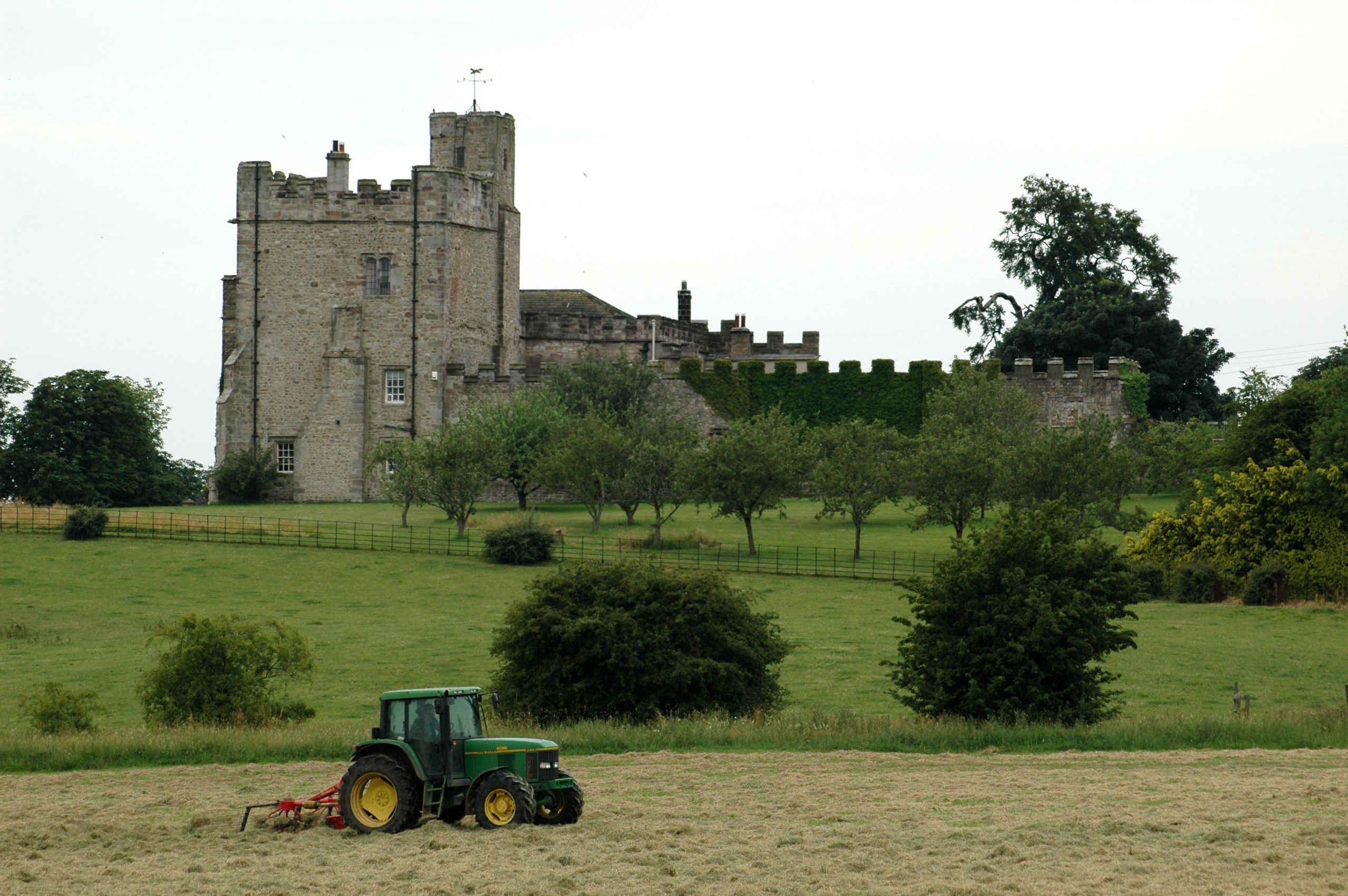
Hornby Castle heute

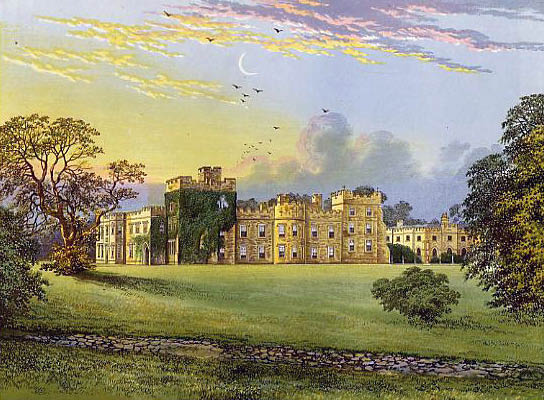
Hornby Castle vor dem Teilabriss

Hornby Castle ist ein befestigtes Herrenhaus am Rande des Wensleydale zwischen Bedale und Leyburn in der englischen Verwaltungseinheit North Yorkshire. English Heritage hat es als historisches Gebäude I. Grades gelistet.
Das Haus stammt ursprünglich aus dem 14. Jahrhundert, wurde aber im 15., im 18. und im 20. Jahrhundert umgebaut. Es wurde aus gemahlenem Sandsteinschutt erbaut und mit Schiefer gedeckt. Das heutige Gebäude ist der Südflügel eines größeren Komplexes, dessen Rest abgerissen wurde.

## Geschichte
Ende des 14. Jahrhunderts gehörte die Burg von Hornby der Familie ‘’St. Quintin’’, bis die Erbin Margaret Quintin den Anwalt John Conyers († vor 1412) heiratete. Im 15. Jahrhundert ließ William Conyers, 1. Baron Conyers, die Burg größtenteils neu errichten, aber der St.-Quintins-Turm aus dem 14. Jahrhundert, der nach den früheren Eigentümern benannt und erst 1927 abgerissen wurde, blieb erhalten. Nach dem Tod von John Conyers, 3. Baron Conyers, fiel das Anwesen an seine Tochter Elizabeth, die John Darcy heiratete. Es wurde in der Familie Darcy, die 1682 zu Earls of Holderness erhoben wurde, bis zu Robert Darcy, 4. Earl of Holderness, weitervererbt, der 1778 starb. Conyers Darcy, 2. Earl of Holderness, wurde 1660 zum englischen Parlamentsabgeordneten für Boroughbridge gewählt und 1661 zum Abgeordneten im Parlament von Yorkshire.
Im englischen Bürgerkrieg wurde Hornby Castle von parlamentaristischen Truppen unter Ralph Assheton eingenommen, der aber den Befehl, das befestigte Haus zu schleifen, nicht ausführte. Das Haus wurde in den 1760er-Jahren vom Architekten John Carr aus York grundlegend umgebaut. Ihm sind der bis heute erhaltene Südflügel und der Ostflügel (abgerissen in den 1930er-Jahren), sowie verschiedene Nebengebäude, zu verdanken. Er arbeitete im Auftrag des 4. Earl of Holderness.
Die Tochter des 4. Earls und Erbin, Amelia, Baroness Darcy und Baroness Conyers, heiratete Francis Osborne, Marquess of Carmarthen, der später zum 5. Duke of Leeds wurde. Er sammelte in Hornby Castle schöne Möbel des 18. Jahrhunderts aus verschiedenen Häusern, die in den Büchern von Percy Macquoid dargestellt sind. Nach dem Tod Amelias 1784 fiel das Anwesen an ihren Sohn, George Osborne, 6. Duke of Leeds (1775–1838). Nachdem Kiveton Park 1811 abgerissen worden war, wurde Hornby Castle der Hauptsitz der Dukes of Leeds bis zu George Osborne, 9. Duke of Leeds.
1889 gehörte das Anwesen einem Colonel Foster und 1929 einem Sir Harold Parkinson. 1930 wurde das Anwesen aufgeteilt und der größte Teil des Hauses abgerissen. Ein Torweg aus dem 16. Jahrhundert wurde in der Burrell Collection in Glasgow erhalten.
Das verbleibende Anwesen, auf dem noch der Südflügel des Hauses stand, erwarb 1936 Generalmajor Walter E. Clutterbuck und vererbte es an Roger Clutterbuck und seine Gattin Julia. Sie machten aus dem Park eine Weide, auf der sie eine kleine Bisonherde halten. Als Privathaus ist das Herrenhaus nicht öffentlich zugänglich.